# Lil Mabu
Matthew Peter DeLuca, beter bekend onder zijn artiestennaam Lil Mabu, is een Amerikaanse rapper afkomstig uit New York. Hij kreeg bekendheid door zijn energieke en vaak humoristische benadering van drill-muziek. 

## Carrière
Lil Mabu begon zijn muzikale carrière in 2019 door zelfstandig nummers uit te brengen via sociale media en muziekstreamingdiensten. Zijn vroege werk trok de aandacht van een breed publiek, mede dankzij zijn unieke stijl die drill-elementen combineert met slimme woordspelingen en een speelse houding.
In 2022 brak hij door met de single "No Snitching", een samenwerking met rapper Dusty Locane.  Dit nummer werd een virale hit en verstevigde zijn positie binnen de drill-scene. Later dat jaar volgde "Mathematical Disrespect", waarin hij zijn vaardigheden als rapper liet zien door complexe rijmschema's te combineren met wiskundige referenties. Dit nummer werd veel besproken op sociale media en zorgde voor nog meer bekendheid.
Wat Lil Mabu onderscheidt van veel andere drill-rappers is zijn achtergrond: hij groeide op in een bevoorrechte omgeving en ging naar een prestigieuze privéschool in New York.  Dit staat in contrast met de ruige straatverhalen die vaak in drill-muziek worden verteld. Hij speelt in zijn teksten en videoclips vaak met dit contrast..